# Alfredo Jaar
Alfredo Jaar (Santiago de Chili, 1956) is kunstenaar, architect en filmmaker. Hij woont in New York. Van zijn 5e tot zijn 16e woonde hij in Martinique, voordat hij terugverhuisde naar Chili. Hij is met name bekend om zijn installaties. 
Zijn meest bekende werk is waarschijnlijk het 6-jaar durende "Rwanda Project" over de genocide die daar plaatsvond in 1994.

## Werk
Alfredo Jaar's werken zijn meestal politiek geladen en gaan over het feit dat de werkelijkheid op vele verschillende manieren kan worden weergegeven.
"Er is een groot gat tussen werkelijkheid en de verschillende manieren haar te presenteren. En dat gat is onmogelijk te dichten. Als kunstenaars moeten we verschillende manieren van presentatie uitproberen."

## Familie
Alfredo's zoon Nicolas Jaar maakt muziek.